# Mosteiros (municipalité du Cap-Vert)
Pour les articles homonymes, voir Mosteiros.
Ne doit pas être confondu avec Mosteiros (Cap-Vert).
La Mosteiros est une municipalité (concelho) du Cap-Vert, située au nord-est de l'île de Fogo, dans les îles de Sotavento. Son siège se trouve à Mosteiros.

## Population
Lors du recensement de 2010, la municipalité comptait 9 524 habitants. Ils sont groupés en plusieurs hameaux dont celui de Mosteiros.